# Jättemagnetoresistans

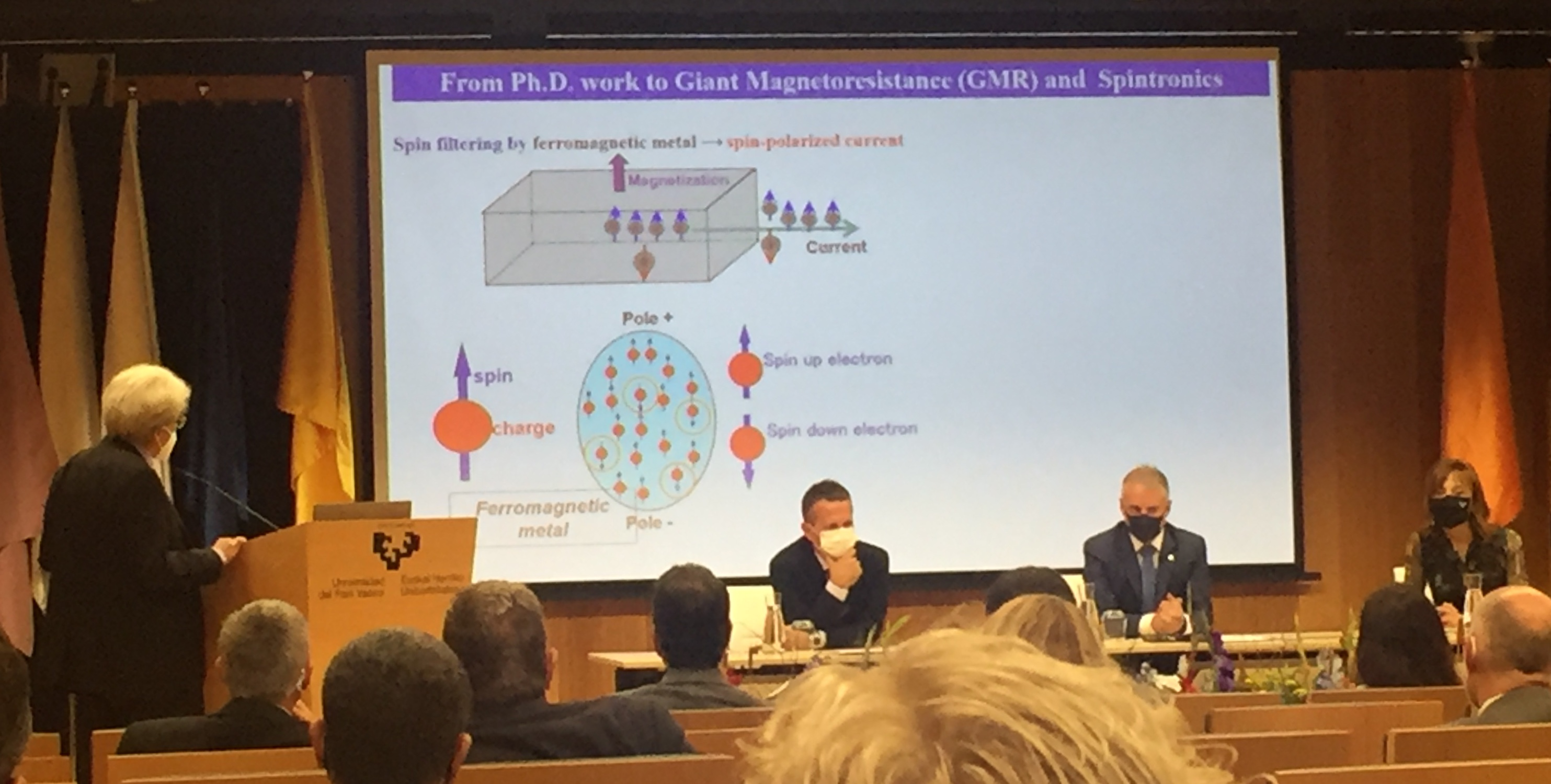
En presentation med Albert Fert om jättemagnetoresistans (GMR) och spinntronik.

Mätresultat av Fert o.a. (1988)

Jättemagnetoresistans, engelska Giant Magneto Resistance, GMR, är ett kvantfysikaliskt fenomen som uppstår i tunna lager av magnetiskt material, och skapar stora skillnader i resistans, elektriskt motstånd. 
Effekten används som nanoteknik för att läsa av ettor och nollor från små hårddiskar. Detta sker genom att resistansen drastiskt ändras, då läshuvudet är ovanför skivan på hårddisken. Upptäckarna Albert Fert och Peter Grünberg har belönats med Nobelpriset i fysik 2007.

## Historia
Det har varit känt sedan länge att magnetfält påverkar ledning av ström. Hall-effekten visar att det magnetiska fältet avlänkar elektronerna enligt formlerna för Lorentzkraft. I halvledare, där laddningsbärarna har mycket större drifthastighet än i metaller, är Halleffekten stor. Där finns också den största effekten av magnetfält på det elektriska motståndet. Denna effekt är dock begränsad till några procent, även vid rätt så starka magnetfält.
Mer relevant för GMR är att Thomson redan 1857 upptäckte att motståndet av järntråd är lite lägre när det är magnetiserat längs med ledarens riktning än när det yttre magnetfältet står vinkelrätt mot strömrikningen. Förklaringen är att strömmen i ett ferromagnetiskt material består av två typer av elektroner: elektroner med spinn upp och elektroner med spinn ner, det vill säga elektroner med magnetiskt dipolmoment parallell eller antiparallell med magnetiseringsriktningen. Dessa båda komponenter av den elektriska strömmen sprids av materialet med olika styrka.

## Tunnfilmsmagnetomotstånd

Jättemagnetomotstånd över en sandwich av ett icke-magnetiskt material (NM) mellan två ferromagnetiska skikt (FM).

Framsteg i vakuumteknik och ytfysik gjorde att man kunde tillverka deponera enstaka skikt av till exempel järnatomer på mycket rena kristallytor.